# شهرک شهید منتظری
شهرک شهید منتظری، این شهرک در واقع  متعلق به شرکت نفت بوده و ساکنین آن  همگی  از کارگران زحمت کش و کارمندان رسمی شرکت نفت بوده ولی به مرور زمان با کاهش نیروهای رسمی شهرک کاهش جمعیت داده است.این شهرک از توابع بخش مرکزی شهرستان اصفهان است.

## جمعیت
این شهرک در دهستان محمودآباد قرار دارد و براساس سرشماری مرکز آمار ایران در سال ۱۳۸۵، جمعیت آن ۲٬۹۹۳ نفر (۷۴۱خانوار) بوده‌است.